# Joaquín Sabina
Joaquín Ramón Martínez Sabina conegut com a Joaquín Sabina (Úbeda, Andalusia, 12 de febrer de 1949), és un cantautor i poeta espanyol i un dels músics espanyols més reconeguts de finals del segle xx i a començaments del segle xxi.

## Biografia
Fill d'un policia, amb 14 anys va començar a escriure poemes i va fer música amb un grup d'amics ("Merry Youngs"), els quals feien versions de rockers com Elvis Presley, Chuck Berry i Little Richard. Va cursar estudis de batxillerat amb les monges carmelitanes i els capellans salesians.
L'any 1968 marxà a Granada on estudià Filologia Romànica. Políticament, va assumir postulats polítics d'esquerra, motiu pel qual es va associar amb moviments contraris al franquisme. L'any 1970 començà a col·laborar amb la revista "Poesía 70", compartint pàgines amb Luis Eduardo Aute i Carlos Cano. Llançà un còctel Molotov contra una oficina del Banco Bilbao, tot protestant pel Procés de Burgos, raó per la qual va haver de marxar a l'exili, encara que, sense passaport, li va costar força. Gràcies a un home, Mariano Zugasti (més tard, el va homenatjar a la cançó "Me pido primer") va poder marxar: li va cedir el seu, després de conèixer-lo unes hores abans. Amb un nom fals, va arribar a Londres.
A Londres, va escriure cançons, tot organitzant un cine-club amb pel·lícules de Luís Buñuel, prohibit a Espanya. Tanmateix, va fer el muntatge d'obres teatrals com "L'excepció de la regla", de Bertolt Brecht i "El cepillo de dientes", de Jorge Díaz. El 1975 publicà el llibre de cançons "Memorias del exilio". Va organitzar concerts de Paco Ibáñez, Lluís Llach, Quico Pi de la Serra i Elisa Serna pels exiliats espanyols a Anglaterra. Més tard, produí la banda sonora de la sèrie britànica de televisió "The last crusade".
El 1977, dos anys després de la mort de Francisco Franco, va tornar a Espanya. Es va casar amb Lucía, una noia argentina que va conèixer a l'exili anglès, mentre havia de fer el servei militar a Mallorca. A Mallorca, va treballar com a periodista, tasca que va continuar a Madrid. Relacionat al llarg de la seva carrera amb diferents dones, destaquen, per damunt de les altres, Isabel Oliart, mare de les seves dues filles, i la fotògrafa peruana Jimena Coronado.
1978 va ser l'any de la seva arribada a Madrid, ciutat fonamental en la vida de l'artista, i l'any de la publicació del seu primer LP:"Inventario". El 1979 va començar a cantar al cafè "La Mandrágora", amb Javier Krahe i Alberto Pérez, lloc al qual va anar Fernando García Tola, que, veient l'espectacle organitzat pels tres artistes, va invitar-los al seu programa "Esta Noche", presentat per Carmen Maura.
Després de "Inventario", va canviar el seu paper de cantautor típic. El 1980 sortí al mercat "Malas compañías", LP on destaquen les cançons "Pongamos que hablo de Madrid" (composta amb Antonio Sánchez), "Calle Melancolía" y "Qué demasiao". El 1981 va aparèixer "La Mandrágora", disc en directe que recull part de les actuacions de Sabina, Krahe i Pérez.
Posteriorment, coincidint amb el canvi artístic, va començar a treballar amb el grup pop Viceversa, un membre dels quals (Pancho Varona) ha estat col·laborant (com a músic i com a compositor), frec a frec, amb Sabina. Amb Viceversa, va treure el LP "Juez y parte" (1985) i el disc "Joaquín Sabina y Viceversa en directo" (1986), que comptà amb la participació d'artistes importants, com Luis Eduardo Aute, Javier Gurruchaga i Ricardo Solfa (en aquell moment, nom artístic del català Jaume Sisa).
Els èxits de vendes de discos se succeeixen amb la publicació dels LP: "Hotel, dulce hotel"(1987), "El hombre del traje gris" (1988) i "Mentiras piadosas" (1990), mentre que arriba el triomf en les seves gires, a Espanya i Amèrica. Cal dir que la relació de Sabina amb Catalunya i, concretament, amb Barcelona, ha estat sempre íntima, destacant la seva interpretació en català del tema "Passejant per Barcelona" (Pi de la Serra), l'amistat amb artistes com Joan Manuel Serrat i Teresa, Joan Baptista Humet, el finat Josep Maria Bardagí i el mateix Pi de la Serra.

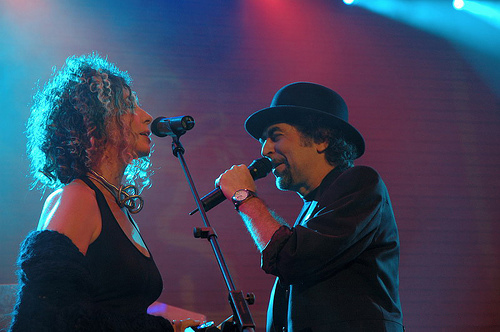
Joaquín Sabina amb Olga Román en concert

Els treballs discogràfics i les multitudinàries gires continuen en la dècada de 1990. "Física y química"(1992) i "Esta boca es mía" (1994) van ser els LP dels primers anys 90.
El 1996 publicà "Yo, mi, me, contigo", disc que li va permetre portar a Los Rodríguez com a teloners.
El 1997, Sabina va col·laborar en un projecte musical conjunt amb l'argentí Fito Páez, músic que admirava les lletres de les cançons de Sabina. El resultat: "Enemigos íntimos", publicat el 1998, va anar acompanyat de greus problemes en la relació entre ambdós artistes, per la qual cosa es va haver de suspendre la gira prevista.
Després, va fer una gira íntima per teatres, amb el nom de "Sabina, viuda e hijos en paños menores", destacant la llarga durada de les actuacions.
El 1999 publicà "19 días y 500 noches", disc que vengué més de 500.000 còpies a Espanya i li va fer guanyar el 2000 quatre guardons dels "Premis de la Música", atorgats a nivell estatal.
L'estiu de 2001, després de la publicació del LP en directe "Nos sobran los motivos", enregistrat en la gira que portà el mateix nom, va patir un accident vascular-cerebral que, encara que no va comprometre la seva vida, li va deixar seqüeles de tipus psíquic, portant-lo cap a una important depressió.
El 2002 va ser publicat el llibre "Con buena letra", que inclogué dibuixos del mateix Sabina i les lletres de totes les seves cançons (fins i tot aquelles cançons compostes per Sabina per altres artistes) i, una mica més tard, el LP "Dímelo en la calle", que va incloure la cançó "Como un dolor de muelas", basada en la lletra del subcomandante Marcos, guerriller del moviment zapatista a Chiapas, Mèxic.
Sabina va haver de suspendre, pel seu estat de salut, la gira de "Dímelo en la calle", mentre intensificava la seva carrera com a autor literari, destacant els seus sonets al setmanari "Interviú".
El seu darrer treball discogràfic d'estudi, "Alivio de luto" (2005), va coincidir amb la millora de la seva salut i la tornada als escenaris amb la "Gira Ultramarina". Aquesta gira, de tipus acústic i feta en escenaris petits, ha suposat l'actuació en directe de Sabina, després de quatre anys d'absència, acompanyat per l'inseparable Pancho Varona, Olga Román, Antonio García de Diego i Pedro Barceló.
El 2006, després de cloure l'esmentada "Gira Ultramarina", començà la nova gira "Carretera y top manta", que li va suposar una greu baralla dialèctica amb el cantant Ramoncín, membre de la directiva de la "Sociedad General de Autores y Editores Españoles" (SGAE), a causa de la utilització del terme top-manta. La gira, altrament, tenia un caràcter més electrònic i destinada a grans escenaris. Iniciada a Gijón, Astúries i té prevista la seva finalització a Sud-amèrica, pels volts de Nadal.
Després de més de vint-i-cinc anys de carrera discogràfica, Sabina ha publicat, el novembre del 2006, un recopilatori que inclou tota la seva discografia ("Punto...y seguido").
Finalment ha seguit fent petites coses pel que fa la seva carrera musical, com ara col·laborant amb el gran compositor i amic seu Dani Martín, interpretant el tema "Por las venas", inclòs en l'últim disc de Dani Matín.

## Anecdotari
- Abans de marxar a l'exili va estiuejar a la Vall d'Aran. Existeixen fotos seves tocant la guitarra per unes noies del país.
- A Londres va ser okupa durant un any, vivint a una casa "okupada", just davant d'un circ.
- Les seves filles es diuen Carmela (n.1989) i Rocío (n.1991).
- El seu pare, el comissari Jerónimo Martínez Gallego, va rebre l'ordre de detenció del seu fill, per part dels seus superiors. El motiu: llançar un coctel Molotov.
- El 1974 va actuar davant l'antic membre dels Beatles, George Harrison, qui celebrava el seu aniversari en un bar mexicà". Harrison li donà una propina de cinc lliures esterlines.
- El 1980 Bob Dylan li va prohibir cantar el remake del seu tema "Man Gave Names to All the Animals", que Sabina va titular "Con su bikini".
- Moltes cançons de Sabina han estat cantades per altres artistes, com "Pongamos que hablo de Madrid" (Antonio Flores) i "Peces de ciudad" (Ana Belén)
- Ha estat homenatjat per altres artistes, fins i tot es va publicar un disc:"Entre todas las mujeres" (2003), amb cançons cantades exclusivament per dones.
- Afeccionat del Atlètic de Madrid, ha manifestat sempre la seva antipatia pel Reial Madrid, lligada al seu republicanisme manifest.

## Discografia

### Discs d'estudi
- 1978: Inventario
- 1980: Malas compañías
- 1984: Ruleta rusa
- 1985: Juez y parte, amb Viceversa
- 1987: Hotel, dulce hotel
- 1988: El hombre del traje gris
- 1990: Mentiras piadosas
- 1992: Física y química
- 1994: Esta boca es mía
- 1996: Yo, mi, me, contigo
- 1998: Enemigos íntimos, amb Fito Páez
- 1999: 19 días y 500 noches
- 2002: Dímelo en la calle
- 2005: Alivio de luto
- 2009: Vinagre y rosas
- 2012: La orquesta del titanic, amb Joan manuel serrat
- 2017: Lo niego todo

### Discs en directe
- 1981: La Mandrágora, amb Javier Krahe i Alberto Pérez
- 1986: En directo, amb Viceversa i altres invitats
- 2000: Nos sobran los motivos
- 2007: Dos pájaros de un tiro, amb Joan Manuel Serrat
- 2012: Serrat y Sabina en el luna park
- 2015: 500 noches para una crisis
- 2018: Lo niego todo en directo

### Recopilatoris
- 2003: Diario de un peatón. Disc doble en format disc-llibre, incloent "Dímelo en la calle" i, per altra part, una col·lecció de gravacions antigues i inèdites
- 2006: Punto... y seguido'. Dues capses: "Punto(1980-1991)" i "...Y seguido(1992-2005)", que inclouen tota la seva discografia oficial (no recull "Inventario), vídeo-clips, actuacions en directe i gravacions inèdites ("CD Extra")

### DVD
- 1986: Joaquín Sabina y Viceversa en directo
- 2003: En concierto desde el Teatro Gran Rex de Buenos Aires
- 2004: Nos sobran los motivos
- 2007: Dos pájaros de un tiro, amb Joan Manuel Serrat
- 2012 Serrat y Sabina en el luna park
- 2015: 500 noches para una crisis
- 2018: Lo niego todo en directo

## Llibres

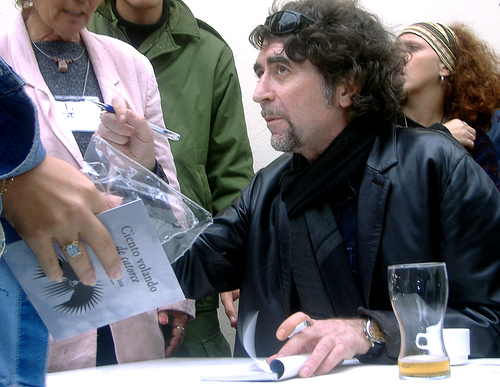
Joaquín Sabina signant exemplars del seu llibre Ciento volando de catorce a l'Havana (Cuba).

- 1976: Memórias del exilio. Llibret de cançons publicat durant el seu exili a Londres a l'editorial Nueva voz.
- 1986: De lo cantado y sus márgenes. Poesies basades en Inventario.
- 1989: El hombre del traje gris. Partitures.
- 2001: Ciento volando de catorce. Llibre de sonets..
- 2002: Con buena letra. Recopilatori de lletres
- 2005: Esta boca es mía. Recopilació de versos satírics publicats a la revista Interviú.
- 2005: Con buena letra 2
- 2006: Sabina en carne viva. Yo también sé jugarme la boca. Juntament amb Javier Menéndez Flores.
- 2007: Esta boca sigue siendo mía. Recopilació de versos satírics publicats a la revista Interviú.
- 2007: A vuelta de correo. Epistolari que recull la correspondència entre el cantautor i altres personalitats com el Subcomandant Marcos o Fito Páez, entre d'altres.